# Bozena Anna Badura
Bozena Anna Badura (* 1978 in Tarnowskie Góry, Polen) ist eine freie Literaturkritikerin und -wissenschaftlerin sowie Literaturvermittlerin und Moderatorin.
Sie wohnt und arbeitet im Ruhrgebiet und am Niederrhein.

## Leben und Werk
Bozena Anna Badura studierte Germanistik und BWL in Polen und in Deutschland. 2013 wurde sie an der Universität Mannheim mit einer Arbeit Normalisierter Wahnsinn? Aspekte des Wahnsinns im Roman des frühen 19. Jahrhunderts zu Funktionen der wahnsinnigen Figuren promoviert. 2009 und 2010 war sie als Teaching Assistant an der University of Virginia tätig. Sie war mehrmals Stipendiatin der Goethe-Gesellschaft in Weimar. Nach den Zwischenstopps an der FH Ludwigshafen und der Universität Mannheim ist sie seit 2016 als Lehrbeauftragte an der Universität Duisburg-Essen und als Dozentin für Literatur an der VHS Essen tätig.
Seit 2014 konzipiert und moderiert Bozena Badura verschiedene Kulturveranstaltungen. Im Gemeinschaftsprojekt dasdebuet.de bietet sie seit 2014 neu erscheinenden deutschsprachigen Debütromanen eine Bühne (auch analog im Rahmen der Lesungsreihe Das Debüt im Livres) und lobt den Bloggerpreis für Literatur Das Debüt des Jahres aus. Seit 2018 richtet sie in Essen die Veranstaltung Fremde Literaturwelten? Buchmessengastland im Gespräch aus, eine Literaturveranstaltung der Literarischen Gesellschaft Ruhr. Seit 2019 ist sie die erste Vorsitzende der Moerser Gesellschaft zur Förderung des literarischen Lebens sowie Vorstandsmitglied in der Literarischen Gesellschaft Ruhr. Seit 2019 betreibt sie eine eigene Website, auf der sie eine Verbindung zwischen der Literaturkritik und Literaturwissenschaft anstrebt und über aktuelle Neuerscheinungen und ausgezeichnete deutschsprachige Romane berichtet. Sie gehört zum Netzwerk Literaturgebiet Ruhr.
Außerdem ist sie Mitglied der Jury von Literaturpreis Ruhr, im Projekt Stadt.Land.Text sowie Fachberaterin für Literatur im Gremium am Kulturraum Niederrhein.
Sie verfasst Literaturkritiken u. a. für literaturkritik.de.

## Schriften (Auswahl)

### Autorschaft
- Normalisierter Wahnsinn? Aspekte des Wahnsinns im Roman des frühen 19. Jahrhunderts. Psychosozial-Verlag, Gießen 2015, ISBN 978-3-8379-2440-4 (Dissertation Universität Mannheim 2013, 259 Seiten).

### Herausgeberschaft und Publikationen in Sammelbänden
- (2018) Badura: Die ästhetische Reduktion des Narrativen und die Immersion in den gegenwärtigen deutschen und polnischen Debütromanen. In: Transfer. Reception studies (2017), Nr. 2
- (2016) Badura: Deutschland im Rausch von „Morphin“ von Szczepan Twardoch – Wie deutsch kann ein polnischer Roman sein? In: Transfer. Reception studies. (2016), Nr. 1, S. 235–252; doi:10.16926/trs.2016.01.12
- (2016?) Badura: Hybride Literatur. In: Slavische Literaturen als Weltliteratur. De Gruyter, Berlin (in Vorbereitung)
- (2015) Badura: Polska Literatura pisana po niemiecku. Recepcja literartury na pograniczu kultur. Na przykladzie powiesci Artura Beckera „Das Herz von Chopin“. In: Studia Neofilologiczne. 2015, z. XI, 161–173; doi:10.16926/sn.2015.11.10.
- (2014) Badura, Tillmann F. Kreuzer (Hrsg.): Superbia. Hochmut und Stolz in Kultur und Literatur. Gießen: Psychosozial-Verlag. Darin: Der Duft der postmodernen Gesellschaft. Hochmut und Narzissmus in Patrick Süskinds Roman Das Parfum. S. 113–141.
- (2014) Badura: Auf dem Weg zum Autor. Kleists früher Briefwechsel als Schreibwerkstatt des jungen Schriftstellers. In: Günter Blamberger, Ingo Breuer, Wolfgang de Bruyn, Klaus Müller-Salget (Hrsg.): Kleist-Jahrbuch 2014. Verlag J.B. Metzler, Stuttgart/Weimar, S. 129–143.
- (2013) Badura, Kathrin Weber (Hrsg.): Ira – Wut und Zorn in Kultur und Literatur. : Psychosozial-Verlag, Gießen 2013. Darin: Figuren der Wut, Figuren des Zorns. S. 141–175. Sowie: Wut- und Zorndarstellungen im Erzählwerk von Heinrich von Kleist. S. 251–291.
- (2012) Badura: Die Darstellung von Polen, Deutschen und Juden im deutschen und polnischen Roman des 19. Jahrhunderts. Am Beispiel Gustav Freytags „Soll und Haben“ und Władysław Reymonts „Ziemia obiecana“. In: Monika Kucner (Hrsg.): Polen, Deutsche und Juden im 19. Und 20. Jahrhundert: Literatur – Kultur – Sprache. Wydawnictwo Uniwersytetu Lodzkiego,  Lodz, S. 19–32.
- (2011) Badura: Die Darstellung der Gleichzeitigkeit in der Gegenwartsliteratur. In: Critical discourse and linguistic variation: new investigation perspectives: receptions, analyses, opening / Kritischer Diskurs und Sprachvariation. Neue Forschungsperspektiven: Wege der Rezeption, der Analyse und Öffnung. Internationale Konferenz. September 8-9, 2010. Suceava. / coord.: Mircea A. Diaconu, Rodica Nagy. Suceava (Editura Universitatii Stefan cel Mare).
- (2011) Badura: Zwischen Ehefrau und Mutter. Die scheinbare Abwesenheit der Eifersucht in Goethes Wahlverwandtschaften. Am Beispiel Charlottes. In: Tillmann F. Kreuzer, Kathrin Weber (Hrsg.): Invidia – Eifersucht und Neid in Kultur und Literatur. Psychosozial-Verlag, Gießen, S. 89–113.

### Rezensionen (Auswahl)
- (2019): Ein Gedankenstreifzug durch Freuds Psychoanalyse. Rainer Just, „Der Tod, die Liebe, das Wort. Zum literarischen Komplex der Psychoanalyse“. In: literaturkritik.de
- (2018): Die Gegenwartsliteratur als Literatur der (öffentlichen) Diskurse. In: literaturkritik.de
- (2018): Literatur zwischen der erlebten und der artifiziellen Mehrsprachigkeit. In: Literaturkritik.de
- (2017): Zwischen Selbstbestimmung und Jüdischsein. Mirna Funks „Winternähe“ setzt ein Zeichen gegen zunehmenden Antisemitismus. In: literaturkritik.de
- (2017): Neuere Migrationsliteratur in einer Diskursfalle. Thomas Hardtke, Johannes Kleine und Charlton Payne legen den Sammelband „Niemandsbuchten und Schutzbefohlene“ vor. In: literaturkritik.de
- (2016): Keine reinen Geschmackssachen. Hanns Frericks sucht in „Was ist ein guter Roman?“ nach objektiven Beurteilungskriterien. In: literaturkritik.de
- (2016): Rafałs Flucht von irgendwann durch damals bis jetzt und zurück. Marcin Szczygielski erinnert in seinem Jugendbuch „Flügel aus Papier“ an das Getto von Warschau. In: literaturkritik.de
- (2016): Das Altbekannte – mit interessantem Gedankengut rund um die Integrationsfrage. Kat Kaufmann gewann mit ihrem Roman „Superposition“ den ZDF-aspekte-Preis 2015. In: literaturkritik.de
- (2015): Quo vadis, Alma Mater? Annette Pehnts „Hier kommt Michelle“ als ein Roman der NachwuchswissenschaftlerInnen. In: literaturkritik.de
- (2015): Die akkulturierten Exilanten. Said El Mtouni sucht bei drei Exil-Autoren nach den Bedingungen ihrer erfolgreichen Akkulturation. In: Literaturkritik.de
- (2015): Zwischen Journalismus und Literatur. Der Journalist Sven Recker erprobt die Kunst des fiktiven Erzählens. Autorenportrait. In: Literaturkritik.de
- (2015): Was macht die moderne Literatur aus? Mario Andreottis „Struktur der modernen Literatur“ erscheint in fünfter Auflage. Rezension zu Mario Andreotti: Die Struktur der modernen Literatur. Neue Formen und Techniken des Schreibens: Erzählprosa und Lyrik. In: Literaturkritik.de
- (2014): Eine Theorie des Erzählens außerhalb der Erzähltheorie. Zur Analyse des psychotherapeutischen „Narrativs“. Rezension zu Brigitte Boothe: Das Narrativ. Biografisches Erzählen im psychotherapeutischen Prozess. Mit einem Geleitwort von Jörg Frommer. In: DIEGESIS 3.2 (2014)
- (2014): Goethes Schweiz. Oliver Ruf gibt einen Sammelband über den Einfluss der Schweiz auf Goethes literarisches und naturwissenschaftliches Werk heraus. Rezension zu Oliver Ruf (Hrsg.): Goethes Schweiz. In: Literaturkritik.de
- (2014): Rezension zu Michael Eink (Hrsg.): »lebensmüde. Suizidale Krisen als Grenzerfahrung«. sozialpsychiatrische informationen. Zeitschrift für kritische Psychiatrie seit 1970, 43. Jahrgg., H. 2, 2013, Köln: Psychiatrie-Verlag. In: Jahrbuch für Literatur und Psychoanalyse. Freiburger literaturpsychologische Gespräche. (Bd. 33), Rahmenthema: »Film und Filmtheorie«. Hg. von Joachim Küchenhoff, Joachim Pfeiffer, Carl Pietzcker. Königshausen & Neumann, Würzburg, S. 262–266.
- (2013): Rezension zu David Lätsch: Schreiben als Therapie? Eine psychologische Studie über das Heilsame in der literarischen Fiktion. Mit einem Geleitwort von Brigitte Boothe. In: Jahrbuch für Literatur und Psychoanalyse. Freiburger literaturpsychologische Gespräche. (Bd. 32), Rahmenthema: »Scham«. Hg. Von Joachim Küchenhoff, Joachim Pfeiffer, Carl Pietzcker. Königshausen & Neumann, Würzburg, S. 277–282.